# Đèo Bụt (Hòa Bình)
Đèo Bụt hay dốc Bụt là đèo trên Đường cao tốc Hà Nội – Hòa Bình tại vùng đất xã Quang Tiến thành phố Hòa Bình, tỉnh Hòa Bình, Việt Nam .

## Vị trí
Trước đây Đèo Bụt ở trên đường liên xã ở giáp ranh các xã cũ Yên Quang và Phúc Tiến huyện cũ Kỳ Sơn, tỉnh Hòa Bình. Sau đó đường được nâng cấp thành đường tỉnh 446.
Năm 2016 Đường cao tốc Hà Nội – Hòa Bình được mở qua vùng này. Đèo không quá hiểm trở, nhưng được ghi nhận địa danh trên tuyến đường mới với tên đèo Bụt và cầu Đèo Bụt .
Khu vực Đèo Bụt có núi đá vôi với hang karst ngầm, nên mùa mưa đến thì xảy ra sụt lún, gây khó khăn cho giao thông cao tốc .